# Application bilinéaire
En mathématiques, une application bilinéaire est un cas particulier d'application multilinéaire.

## Définition
Soient E, F et G trois espaces vectoriels sur un corps commutatif K et φ : E×F → G une application. On dit que φ est bilinéaire si elle est linéaire en chacune de ses variables, c'est-à-dire :
Si G = K, on parle de forme bilinéaire.

## Exemple
Le produit scalaire est une forme bilinéaire, car il est distributif sur la somme vectorielle, et associatif avec la multiplication par un scalaire :

## Généralisation
Soit A et B deux anneaux (non nécessairement commutatifs), E un A-module à gauche, F un B-module à droite et G un (A,B)-bimodule. Cela signifie que G est un A-module à gauche et un B-module à droite, avec la relation de compatibilité :
Soit alors φ : E×F → G une application. Comme plus haut, on dit que  φ est bilinéaire si elle est linéaire en chacune de ses variables. Cela se traduit par :
Ceci est bien entendu valide lorsque A = B est un corps non commutatif K, E est un K-espace vectoriel à gauche, F est un K-espace vectoriel à droite, et G est un espace vectoriel à gauche et à droite avec la relation de compatibilité ci-dessus.

## Exemples
Sur un espace vectoriel, les produits scalaires et produits vectoriels sont des applications bilinéaires.